# Manoel Pioneiro
Manoel Carlos Antunes (Nova Módica, 1 de fevereiro de 1958), mais conhecido como Manoel Pioneiro, é um empresário, economista e político brasileiro filiado ao Partido da Social Democracia Brasileira (PSDB).

## Biografia
Manoel Carlos Antunes nasceu em Nova Módica, município do estado de Minas Gerais, em 1º de fevereiro de 1958. É formado em Direito, Economia e Administração e casado com Lenice Antunes, secretária municipal de Cidadania, Assistência Social e Trabalho de Ananindeua.
Chegou ao Pará em meados da década de 1970 e passou a viver no município de Ananindeua, onde trabalhou nos ramos supermercadista e de panificação. Pioneiro foi líder do primeiro Supermercado no bairro Cidade Nova, em Ananindeua, em 1979. Em 2013, ganhou o troféu de Supermercadista Honorário por contribuir e desenvolver a economia e a rede de autosserviços paraense.

### Vida política
Manoel Pioneiro foi eleito vereador em Ananindeua em 1988.  Em 1990, chegou ao Poder Legislativo como deputado estadual, assumindo a vice-presidência da Comissão de Finanças da Assembleia Legislativa do Pará (ALEPA). Já em 1994 foi reeleito pelo município de Ananindeua e escolhido para presidir a Comissão de Redação das Leis na ALEPA. Nas eleições de 2006, Pioneiro foi eleito pela terceira vez como deputado estadual, tornando-se o deputado mais votado naquele pleito, com 63.311 votos. Em 2010, no seu quarto mandato como deputado, Pioneiro retorna à Assembleia Legislativa do Estado do Pará (ALEPA) e é eleito presidente da casa de leis para o biênio de 2011 e 2012.
Sua trajetória como prefeito de Ananindeua teve início no pleito eleitoral de 1996, sendo reeleito para o cargo máximo do município em 2000, após uma votação que o tornou o candidato eleito mais votado no Pará e o segundo mais votado do Brasil. Nas eleições de 2004, Pioneiro foi eleito vice-prefeito de Belém na chapa composta por Duciomar Costa, do PTB.
Em 2012, retorna pela terceira vez como prefeito de Ananindeua, assumindo, assim, a gestão municipal da segunda maior cidade do Estado do Pará, menor, apenas, do que a capital do Estado. Em 2016, reelege-se pela quarta vez, com 55% dos votos, ou seja, cerca de 127.906 eleitores.
Foi candidato a senador pelo Pará em 2022, angariando o 3° lugar na disputa, com 390.959 votos, equivalente a 9,34% do total de votos válidos.

### Prefeitura
Em 2019, o prefeito Manoel Pioneiro organizou uma série de atrações para comemorar os 75 anos do município de Ananindeua. A região com cerca de 500 mil habitantes possui comércio diversificado, aparelhamento público de saúde, além contar com o Hospital Metropolitano de Urgência e Emergência (HMUE), referência em traumatologia. 